# ダイ・ハード3
『ダイ・ハード3』（ダイ・ハードスリー、原題：Die Hard: With a Vengeance）は、1995年のアメリカ合衆国のアクション映画。『ダイ・ハード』シリーズの3作目である。

## 概要
原題のウィズ・ア・ヴェンジェンス（With a Vengeance）は「猛烈に」という意味だが、ヴェンジェンス (Vengeance) のみだと「復讐」という意味になり、作中には両方の意味が隠されている。
引き続きブルース・ウィリスが刑事ジョン・マクレーンを演じた。監督は第1作と同じジョン・マクティアナンである。第1作『ダイ・ハード』では高層ビル、第2作『ダイ・ハード2』では空港と限られた場所を舞台にしていたが、この第3作ではニューヨーク全体が舞台で、街中を駆け回る内容になっている。
また、主人公と極力一緒に行動する相棒がいる、犯人に脅迫されて行動する、舞台は前2作が冬の夜間であったのに対し今作は真夏の昼間である事、それに伴いエンディングも冬のイメージの主題歌であった「レット・イット・スノウ（Let It Snow! Let It Snow! Let It Snow!）」ではないなど、シリーズの中では新しい面を見せた作品でもある。
小説版では映画と異なる結末が描かれているが、DVD「アルティメットエディション」およびBlu-ray通常版の映像特典において、この小説版同様の結末も見ることができる。

## ストーリー
ニューヨーク市内で新学期セール中のデパートが爆破される爆弾テロ事件が発生。「サイモン」と名乗る犯人は警察に電話し、休職中であったジョン・マクレーンを指名する。
黒人達が多く住むハーレムの中心部で、「黒ん坊は嫌いだ（I hate Niggers）」というカードを下げさせられたマクレーンは、それを見た黒人ギャング達に暴行を受ける。しかし、近くで家電修理店を経営する黒人の男・ゼウスに助けられ、勝手にしゃしゃり出てきたゼウスを不快に感じたサイモンの指示によって、2人は行動を共にする事を強制される。
第2、第3のテロを防ぐため、マクレーンと巻き添えになったゼウスの二人は、犯人の要求によってニューヨーク中を奔走させられる。やがて、脅迫電話をしている男こそが、マクレーンがかつてナカトミビル事件で殺した主犯・ハンスの兄である、サイモン・ピーター・グルーバーだと判明する。

## キャスト
ジョン・マクレーン警部補
演 - ブルース・ウィリス
シリーズの主人公で、ニューヨーク市警察の警部補。今回3回目の大規模事件に遭遇する事から予告編では“世界一運の悪い男”と紹介されている。前作の時点ではロサンゼルスに引っ越し、それと共にロス市警に転職していたが、妻のホリーと不仲となったために再び別居しており、家族と別れて単身ニューヨークに舞い戻ってNYPDに復職している。酒浸りになるなどの荒れた生活を送っているようで、上司のコッブや同僚達を心配させており、現在停職中で、本作の冒頭でも朝まで大量に酒を飲んでいたらしく、二日酔いだと言っている。また、停職中のままならば気ままに楽しんで、探偵物のドラマを見るつもりだったと愚痴っている。序盤に弟を殺された恨みからサイモンの指示でハーレムで“黒ん坊は嫌いだ”と書いたプラカードをぶら下げたまま突っ立っている自身の命を案じて注意してきたゼウスと共に事件の調査を行い、結果としてサイモンがかつて自身が死に追いやったテロリストのハンス・グルーバーの兄であることを知り、彼から復讐の標的として狙われると同時に金塊を手に入れるための陽動に利用されることとなる。その後、サイモンが残していった僅かな手掛かりを元に彼のアジトを突き止め、そこでヘリによる奇襲を受けながらも機転を利かしてサイモンを倒し、事件を解決に導いた。
ノベライズ版では、タンカーを囮にしたサイモンの策にはまって彼を取り逃がした責任を問われて警察を解雇されてしまうが、執念深く彼の逃亡先を突き止めて単身乗り込み、剣銃を突きつけてロケット砲（前後どちらが砲身か分からないように細工されている）によるロシアンルーレットを仕掛ける。そしてゼウスが考えたクイズを叩きつけ正解すれば引き金を引く権利を与えるという勝負に持ち込む。最後はサイモンの自滅という結末で勝利した。
ゼウス・カーバー
演 - サミュエル・L・ジャクソン
この作品でのマクレーンの相棒である元タクシードライバーで、紐付きの眼鏡が特徴であるハーレムにある家電修理店の店主。黒人たちからすれば侮辱としか言いようがない行動をとっているマクレーンを見ても、穏やかな口調で注意するなど分け隔てない性格だが、マクレーンが隠し持っていた拳銃を黒人集団に向けたり、サイモンがかけてくる公衆電話を使用している市民を強制的に立ち退かせる等、切羽詰まった状況になると強硬な姿勢も辞さない一面もある。耳と記憶力がよく、電話口できいた会話を全て暗記していた。ハーレムで堂々と黒人の悪口を書いた札を下げているマクレーン（サイモンから仕掛けられた「Simon says」ゲームに従っての事）に注意をしようとしたが、直後に自分以外の黒人の集団がマクレーンと争いを起こしたために事件に巻き込まれてしまう。その後、サイモンにとって計画外の存在であることから最初は大目に見られていたが、彼との電話の中で「You can stick your well-laid plan up your well-laid ass」（字幕では「お前の汚い計画なんか知った事か」、吹替では「お前に会えたらあの看板を白いケツにぶち込んでやる」とそれぞれ訳されている）と罵ったことで彼の逆鱗に触れ、結局は彼の指示に従うように強要されてしまう。その後はマクレーンのせいで今回の事件に無理矢理巻き込まれた事や黒人差別感情を強く意識しすぎてマクレーンと衝突し、度々口論となっていたが、マクレーンと行動を共にするうちに次第に打ち解け、結局は事件解決まで付き合った。

### テロリスト
サイモン・ピーター・グルーバー
演 - ジェレミー・アイアンズ
通称「ピーター・クリーク」と呼ばれているテロリスト一味のリーダーで、1作目に登場したハンス・グルーバーの兄。元東ドイツ陸軍軍人で最終階級は大佐。ドイツ人だが、母語のように英語を（ドイツ訛りはあるものの）話し、かつてナチス・ドイツが「バルジ大作戦」に投入したような特殊部隊 を率いていた。また、軍人時代から偏頭痛を抱えており、鎮痛剤であるアスピリンの小瓶を携帯しており、度々薬を飲んでいる。弟同様に表面上は紳士的な振る舞いを見せるが、実際には冷酷かつ残忍で、政治犯と思わせながら実情には金に執着する俗物であり、目的のためなら仲間も犠牲にするような点も弟と同様である。
以前は弟を「クズ」と嫌っていたらしいが、殺されてからはマクレーンに復讐心を抱くようになり、そのことから連邦準備銀行の地下にある金塊の強奪に利用しようと考えて地下鉄などに爆弾を仕掛け、銀行の警報器を誤作動させるための作戦に爆弾騒ぎを利用するために爆発をさせない条件として極端に短い時間で長距離移動をさせたり、難問を解くように強要するなどしてマクレーンやゼウスを苦しめる。その後、密かに陸路で運び去る計画を画策し、その計画を他人の目から欺くために移動させて集めた金塊を船で運び出した上でロングアイランド沖で爆破沈没させて世界経済を混乱に陥れると宣言する。その後は船に乗り込んできたマクレーン達を捕らえて爆破の道連れにしようとしたが、ゼウスの解錠技術により脱出を許してしまい、更には爆破の寸前にマクレーンに請われてアスピリンの小瓶を渡したことにより容器に印字された販売店名から逃亡先を暴かれ、大勢の警官隊を率いたマクレーンとゼウスに襲撃される。その後、ヘリコプターでカティアと共にマクレーン達を迎撃するが、マクレーンが撃って切断した電線がメインローターに絡まって墜落し、最期はカティア共々爆死した。
ノベライズ版では囮タンカーの爆破後は仲間の全てを殺害して獲物を独占して逃亡するが、エピローグでマクレーンに逃亡先を突き止められて、「まぬけのサイモン」ゲームとしてロケット砲を用いたロシアンルーレットを強いられる。ゼウスの考えたクイズを突きつけられ思考の末に正解を出し、引き金を引く権利を手にする。そして砲身の向きを見てマクレーンが動揺したのを深読みしブラフと判断。砲身の向きを逆転させて引き金を引くが読み違え、腹部をぶち抜かれて死亡する。2分の1の確率で死ぬのが自分かマクレーンかを決められるはずだったが、実際にはマクレーンは防弾チョッキを着込んでおり、どの道殺害される運命にあった。
カティア・タルゴ
演 - サム・フィリップス
テロリスト一味で、マシアスの妻。イスラエル諜報特務局により仕掛けられた爆発事故で喉を負傷した影響で喋れなくなっている。後に逃走用のボートで自身らに対するサイモンの裏切りを知り、サイモンに銃口を向けるが、実はサイモンと愛人関係を築いており、マシアスを裏切り射殺した。その後、サイモンを乗せてヘリコプターでマクレーンを追い詰めるが、電線を機体にぶつけられそうになったのを回避しようとしてメインローターに電線を絡ませたことで墜落し、最後はサイモンもろとも爆死した。
マシアス・タルゴ
演 - ニック・ワイマン
テログループの主要人物で、カティアの夫。元はハンガリー陸軍兵士として活動しており、爆発物の扱いに長けている。直近の経歴ではイラクに雇われており、フリーのテロリストとして活動している。船の中で部下より金塊の秘密について指摘を受けるが、直後に現れたマクレーンと戦い、交戦の末に一瞬の隙を突かれて倒され、重傷を負う。その後、船に接舷されていた逃走用のボートでサイモンらに金塊の事を尋ねるが、最後はサイモンと通じていたカティアに射殺された。
オットー
演 - リチャード・カウンシル
テログループの一員で、マシアスの部下。ブルガリア人。英語を話せない。サイモンの命令に逆らって「仕方が無い」とぼやきながら口封じの為にか、刑事のリッキーを射殺し、奪ったバッジを着けてマクレーンと接触したが、それが仇となって正体を暴かれ、最後はエレベーター内で頭を撃ち抜かれて死亡する。

### ニューヨーク市警察
アーサー・ウォルター・コッブ警部
演 - ラリー・ブリッグマン
ニューヨーク市警察本部重要犯罪課の責任者で、マクレーンの直属の上司に当たる人物。厳しく当たりながらもマクレーンの実力は高く評価しており、有能で常に冷静沈着な性格であり、適切に判断や指示を行っていた。
コニー・コワルスキー
演 - コリーン・キャンプ
ニューヨーク市警本部重要犯罪課の女性刑事。勝ち気な性格で、相手が上司であっても自分の意見を率直に述べる。
ジョー・ランバート
演 - グラハム・グリーン
ニューヨーク市警本部重要犯罪課のクールな刑事。あまり感情を表に出さず、着々と職務をこなす。
リッキー・ウォルシュ
演 - アンソニー・ペック
ニューヨーク市警本部重要犯罪課の刑事。サイモンに爆破された地下鉄駅にいたが、ニューヨーク市の土木課職員に変装したサイモン達の正体を知らずに案内し、直後にバッジを奪うという目的のためにオットーに殺害される。ノベライズ版でも同様の結末となっている。
チャーリー・ワイス
演 - ケヴィン・チャンバーリン
ニューヨーク市警爆発物処理班の刑事。陽気な性格で、事の大きさの説得力を証明するためとはいえ新種爆弾の威力を見せるために署内で小さな爆発を起こさせたりするなどのイタズラ好きではあるが、反面では危機的状況においては逃げ出すことなく強い正義感を見せており、サイモン一味が使う新種の爆弾についても詳しい知識を持っている。終盤で小学校の爆弾撤去に力戦奮闘するが、結局は偽物であったために代わりに仕掛けられていたシロップを顔面に浴びる羽目になる。
フレッド・シラー博士
演 - スティーブン・パールマン
ニューヨーク市警にいる鑑識課付きの心理学者。サイモンの犯行動機を分析する。

### ニューヨーク市民
デクスターとレイモンド
演 - マイケル・アレクサンダー・ジャクソン、オルディス・ホッジ
二人とも小学生でゼウスの甥に当たる。物語序盤で人から預かった盗品と思しきラジカセをゼウスの店に持ち込み、ゼウスに叱られる。警察が時限爆弾解除のため小学校に現れた際には自分達を窃盗容疑で捕まえに来たのだと勘違いして物陰に隠れてしまい、生徒たちの集団退避から取り残され、学校や警察に迷惑をかけることとなる。
ジェリー・パークス
演 - ジョー・ザルーム
ダンプの運転手。ユーモアと博識があり、特に歴代大統領に詳しい。当初はテロリストに間違われたが、直後にマクレーン達に協力し、彼らを導水トンネル内へ案内した。

## 日本語吹替
| 役名                             | 俳優                                 | 日本語吹替                                          | 日本語吹替                          | 日本語吹替                    | 日本語吹替 |
| 役名                             | 俳優                                 | ソフト版                                            | フジテレビ版                        | テレビ朝日版                  | 機内上映版 |
| -------------------------------- | ------------------------------------ | --------------------------------------------------- | ----------------------------------- | ----------------------------- | ---------- |
| ジョン・マクレーン               | ブルース・ウィリス                   | 樋浦勉                                              | 村野武範                            | 野沢那智                      |            |
| ゼウス・カーバー                 | サミュエル・L・ジャクソン            | 池田勝                                              | 屋良有作                            | 大塚芳忠                      |            |
| サイモン                         | ジェレミー・アイアンズ               | 小川真司                                            | 羽佐間道夫                          | 小川真司                      |            |
| カティア・タルゴ                 | サム・フィリップス                   | 原語流用                                            | 堀越真己                            | 岩本裕美子                    |            |
| オットー                         | リチャード・カウンシル               | 江川央生                                            | 大友龍三郎                          | 辻親八                        |            |
| アーサー・ウォルター・コッブ警部 | ラリー・ブリッグマン                 | 坂口芳貞                                            | 石田太郎                            | 池田勝                        |            |
| マシアス・タルゴ                 | ニック・ワイマン                     | 田中正彦                                            | 若本規夫                            | 福田信昭                      |            |
| コニー・コワルスキー             | コリーン・キャンプ                   | 小宮和枝                                            | 一城みゆ希                          | 佐藤しのぶ                    |            |
| ジョー・ランバート               | グラハム・グリーン                   | 石塚運昇                                            | 宝亀克寿                            | 水野龍司                      |            |
| リッキー・ウォルシュ             | アンソニー・ペック                   | 坂口哲夫                                            | 有本欽隆                            | 牛山茂                        |            |
| チャーリー・ワイス               | ケヴィン・チャンバーリン             | 塩屋浩三                                            | 富田耕生                            | 後藤哲夫                      |            |
| ジェーン                         | シャロン・ワシントン                 | 喜田あゆみ                                          | 津野田なるみ                        | 唐沢潤                        |            |
| フレッド・シラー                 | スティーヴン・パールマン             | 糸博                                                | 清川元夢                            | 稲葉実                        |            |
| デクスター                       | マイケル・アレクサンダー・ジャクソン | 石田彰                                              | 高木渉                              | 田野恵                        | 瀧本富士子 |
| レイモンド                       | オルディス・ホッジ                   | 亀井芳子                                            | 伊倉一恵                            | 渡辺久美子                    |            |
| ロルフ                           | ロバート・セジウィック               | 中田和宏                                            | 落合弘治                            | 小野健一                      |            |
| アラブ人ドライバー               | アーシフ・マンドヴィ                 | 田中正彦                                            | 梅津秀行                            | 星野充昭                      |            |
| ビル・ジャーヴィス               | マイケル・クリストファー             | 仲野裕                                              | 小島敏彦                            | 仲野裕                        |            |
| ビジネスマン                     | ビル・クークス                       | 稲葉実                                              | 小島敏彦                            | 大川透                        |            |
| 駅の警官                         | スコット・ニコルソン                 | 多田野曜平                                          | 落合弘治                            | 古田信幸                      |            |
| リトル                           | ジョン・C・ヴェネマ                  | 稲葉実                                              | 古田信幸                            | 稲葉実                        |            |
| カール                           | スヴェン・トアヴァルド               | 中村秀利                                            | 青山穣                              | 青山穣                        |            |
| ガンサー                         | ティモシー・アダムス                 | 松本大                                              | 中田和宏                            | 中田和宏                      |            |
| ジェリー・パークス               | ジョー・ザルーム                     | 宝亀克寿                                            | 亀井三郎                            | 茶風林                        |            |
| マルチネス校長                   | フランシェル・スチュワート・ドーン   | 水原リン                                            | 火野カチコ                          | 福田如子                      |            |
| トーマス先生                     | パトリシア・マウチェリ               | 溝上真紀子                                          | 堀越真己                            | 中澤やよい                    |            |
| FBIチーフ                        | リチャード・ラッセル・レイモス       | 糸博                                                | 富田耕生                            | 長島雄一                      |            |
| ホリー・マクレーン               |                                      |                                                     | 一城みゆき                          | 唐沢潤                        |            |
| 役不明又はその他                 |                                      | 米本千珠                                            |                                     |                               | 菊池いづみ |
| 日本語版スタッフ                 |                                      |                                                     |                                     |                               |            |
| 演出                             |                                      | 福永莞爾                                            | 春日正伸                            | 伊達康将                      |            |
| 翻訳                             | 岡枝慎二（字幕）                     | 平田勝茂                                            | 宇津木道子                          | 平田勝茂                      |            |
| 効果                             |                                      |                                                     | 栗林秀年                            | リレーション                  |            |
| 調整                             |                                      | 兼子芳博                                            | 山田太平                            | 荒井孝                        |            |
| 録音                             |                                      | スタジオユニ                                        | ムービーテレビジョン                | オムニバスジャパン            |            |
| プロデューサー                   |                                      | 武藤明 井口恵子                                     | 山形淳二 小笠原恵美子               | 松田紗栄子                    |            |
| 制作                             |                                      | 20世紀フォックス ホーム エンターテイメント ジャパン | ムービーテレビジョン                | 東北新社                      |            |
| 初回放送                         |                                      |                                                     | 1998年4月4日 『ゴールデン洋画劇場』 | 1999年4月4日 『日曜洋画劇場』 |            |
| 正味                             |                                      |                                                     | 約123分                             | 約124分                       |            |

- ソフト版は1995年12月22日発売のVHSに初収録。以降、DVD・BDにも収録され、ビデオ・オン・デマンドなど各種配信にも使用されている。

※2013年7月3日発売の吹替の帝王シリーズ「ダイ・ハード3 日本語吹替完全版 ブルーレイ・コレクターズBOX」には機内上映版を除く3バージョン全ての吹替を収録。5.1ch化が行われたが、テレビ朝日版は一部台詞の欠損がある。正確には作品後半のマクレーンのセリフ「弟によろしく！」の最後の部分に銃声の効果音が被さってしまい、「弟によろし…」と途切れてしまっており、銃声の効果音を被さらないように変更されている。

## 地上波放送履歴
| 回数 | テレビ局   | 番組名             | 放送日         | 放送時間    | 放送分数 | 吹替版       | 平均世帯 視聴率 |
| ---- | ---------- | ------------------ | -------------- | ----------- | -------- | ------------ | --------------- |
| 初回 | フジテレビ | ゴールデン洋画劇場 | 1998年4月4日   | 21:00~23:24 | 144分    | フジテレビ版 | 23.4%           |
| 2回  | テレビ朝日 | 日曜洋画劇場       | 1999年4月4日   | 21:02~23:22 | 140分    | テレビ朝日版 | 19.1%           |
| 3回  | 日本テレビ | 金曜ロードショー   | 2002年3月29日  | 21:03~23:24 | 141分    | テレビ朝日版 | 17.6%           |
| 4回  | テレビ朝日 | 日曜洋画劇場       | 2003年9月28日  | 21:00~23:19 | 139分    | テレビ朝日版 | 17.6%           |
| 5回  | フジテレビ | プレミアムステージ | 2004年10月9日  | 21:00~23:09 | 129分    | フジテレビ版 | 16.2%           |
| 6回  | TBS        | 月曜ゴールデン     | 2007年7月2日   | 21:00~22:54 | 114分    | テレビ朝日版 | 18.8%           |
| 7回  | テレビ朝日 | 日曜洋画劇場       | 2008年12月21日 | 21:00~23:14 | 134分    | テレビ朝日版 | 21.4%           |
| 8回  | テレビ朝日 | 日曜洋画劇場       | 2010年6月20日  | 21:00~23:14 | 134分    | テレビ朝日版 | 14.5%           |
| 9回  | テレビ朝日 | 日曜洋画劇場       | 2011年10月23日 | 21:00~23:10 | 130分    | テレビ朝日版 | 12.7%           |
| 10回 | TBS        | 水曜プレミアシネマ | 2013年2月13日  | 21:00~22:54 | 114分    | テレビ朝日版 | 8.4%            |
| 11回 | フジテレビ | 土曜プレミアム     | 2016年1月23日  | 21:00~23:10 | 130分    | フジテレビ版 | 8.0%            |

- 2001年9月14日放送の「金曜ロードショー」にも予定が組み込まれていたが、アメリカ同時多発テロ事件の影響に伴って自粛し、『バック・トゥ・ザ・フューチャー』を代替放送した。

### メイキング映像
公開時にはメイキング映像を編集した特番『The Making of 'Die Hard: With a Vengeance'』も製作されており、日本ではテレビ朝日において「『本命登場！！『ダイ・ハード3』」の題で1995年6月29日に放送された。
- 声の出演
  - ブルース・ウィリス（樋浦勉）
  - サミュエル・L・ジャクソン（牛山茂）
  - ジェレミー・アイアンズ（千田光男）
  - グラハム・グリーン（宝亀克寿）
  - アンソニー・ペック（金尾哲夫）
  - コリーン・キャンプ（叶木翔子）
  - ラリー・ブリックマン（中田譲治）
  - レジナルド・ヴェルジョンソン（麦人）
  - ジョン・マクティアナン（掛川裕彦）
  - テリー・レオナード（沢木郁也）
  - アンドリュー・G・ヴァイナ（宝亀克寿）
- ナレーター - 中田譲治
- 翻訳 - 田村弥生
- EED - 星田孝
- MA - 浜田直樹
- 編集・録音 - フォーディメンションズスタジオ
- 演出補 - 山本博幸、木下雅雄（スケアクロウ）
- 構成・演出 - 井村恵樹（スケアクロウ）
- プロデューサー - 福吉健（テレビ朝日）
- 製作協力 - 20世紀フォックス株式会社
- 制作 - テレビ朝日、スケアクロウ

## 脚本の変遷
前2作ではそれぞれに原作となる小説が存在していたが、本作はジョナサン・ヘンズリーの書いた『サイモン曰く』（Simon says）というオリジナル脚本が元になっている。『サイモン曰く』は当初ブランドン・リーの主演を想定して書かれ、リーサル・ウェポンシリーズの続編となるべく書き直された後、『ダイ・ハード』シリーズ用に再度書き改められた。
ヘンズリーの脚本が採用される以前は、船上を舞台とした海洋アクション映画が構想されていたものの、『沈黙の戦艦』（1992年10月公開）に似すぎているとしてブルース・ウィリスが難色を示したため、この初期案は放棄されている。なお、この時に放棄された初期脚本は、後に書き直されて『スピード2』（1997年6月公開）として映画化された。
映画の結末は、当初の脚本『サイモン曰く』通りのシーンと、シリーズに合わせて書き直されたシーンの二つが撮影されていて、前者はDVD特典映像と小説版に収録されている。ジョナサン・ヘンズリーは変更に「今でも納得がいかない」とコメンタリーで発言している。前2作で出演したTVリポーター、リチャード・ソーンバーグ（ウィリアム・アザートン）が出てこないのは、テレビの取材が来たのでは犯行グループの動きが如実に中継されてしまい、物語が成り立たなくなるがゆえの脚本上の工夫であった。ホリー・マクレーン（ボニー・ベデリア）の出番も一度は書き足されたが、女優から出演の同意が取り付けられなかったことでカットになった。

## まぬけのサイモン
「サイモンが言った」という台詞が何度か繰り返される。オリジナル脚本のタイトルでもあった"Simon says"は日本語で「サイモン曰く」あるいは「命令ゲーム」とも訳され、何人かで鬼（サイモン）を決め、鬼が"Simon says"と言った時の仕草を繰り返し、"Simon says"と言わなかった時に仕草を真似た場合はアウトとなる、などのルールを持つ「船長さんの命令」に似たゲームである。
序盤では度々マザーグースからの引用が交えられており、その例も併記する。
宣戦布告
最初の爆破の後、市警察に電話がかかってきた。爆破の犯人は電話に出たコッブ警部に、マザーグースをもじってこう話し始める。
「まぬけのサイモン、祭りに向かうパイ屋に向かってこう言った。"パイをくれなきゃ頭をへこます"(Said simple Simon to the pieman going to the fair, give me your pies... or I'll cave your head in!)」
原典では「サイモンに『パイを味見させて』と頼まれたパイ屋が『お代を見せろ』と言うと、サイモンは『金は持ってない』と返答する」という旨の内容。変更することで"サイモン"の立場が圧倒的優位であると示している。
マザーグースの1つ（"Simple Simon"）から取られたものである。
第1問の前のやり取り
街に出て肥満の女性を追い払って公衆電話に出るマクレーンとゼウスに対して、サイモンはこう言った。
「Birds of a feather flock together, so do pigs and swine. Rats and mice have their chance, as will I have mine.」
"Birds of..."自体は「類は友を呼ぶ」という意味だが、原典の"choice"が"chance"に言い換えられる事で意味が多少ブラックになっている。
これに対しマクレーンは「Nice, it rhymes.」と言う。字幕翻訳では「韻をふんでるな」と、ほぼ忠実に訳せているが、フジテレビ版吹替では「結構、それで?」、ソフト版とテレビ朝日版吹替版では「下らん、なんだそりゃ?」と訳されている。
ブロードウェイ72丁目でのなぞなぞ
「セント・アイブスに行く途中に出遭った男に妻7人、妻達は7つの袋の中に猫を7匹ずつ飼っていて、猫には子どもが7匹ずついた。さて、セント・アイブスに行ったのは何人と何匹だ？ その数字を555の後に付けて30秒以内に電話しろ」
答えは「555-0001」。元々セント・アイブスに行こうとしているのは自分自身であり、「途中に出遭った男」はあくまで途中で出遭っただけで、その先に延々と挙げられていた面々もその場にいるとは限らない。実際にセント・アイブスに行った者を問われているので、答えは自分だけという事で1人となる。
ゼウスは7×7×7×7（＝7^4）を暗算で解き「2401」とマクレーンにプッシュさせるが、すぐに引っかけ問題だと気づいて止めに入った。正解は「1人だけ」だが、マクレーンはゼウスに言われるまで気づかなかった。その上、答えが「1」だと分かった後でも何番をプッシュするか分からずゼウスに助けを求めている。しかしその後、サイモンに「簡単すぎる問題だ」と余裕ぶって見せた。
なお、このなぞなぞもマザーグースの1つ。
トンプキンス・スクエア公園でのなぞなぞ　第1問
「4本足でいつでも旅行に行けるものは？(What has four legs and is always ready to travel?)」
答えは「象」。旅行に使う鞄といえば「トランク(trunk)」で、象の鼻も英語で「trunk」。いつもトランクを持つ4本足の動物という事で、このような答えとなる。
子どもが使うジョークらしい。
トンプキンズ・スクエア公園でのなぞなぞ　第2問
「ここに5ガロン入りの容器と3ガロン入りの容器がある。その2つを使い、正確に4ガロンの水を汲んで目の前の秤の上に置け。分量が間違っていれば爆発する」
方法は以下の通り。
①まず、5ガロン入りの容器（以下「甲」）に水を満杯に入れる
②次に、甲の水を3ガロン入りの容器（以下「乙」）が満杯になるまで注ぐ（これで甲には2ガロン、乙には3ガロンの水が入っている事になる）
③乙の水を捨て、甲に残っている2ガロンの水を乙に移す（これで甲には0ガロン、乙には2ガロンの水が入っている事になる）
④甲に水を満杯に入れ、それを乙が満杯になるまで注ぐ（これで甲には4ガロン、乙には3ガロンの水が入っている事になる）
公園内にある象の噴水の前で出題された。秤を組み込んだ爆弾が設置されており、4ガロンちょうどの水を入れた容器を乗せれば爆弾のタイマーが止まる構造。劇中では④以前がごっそりカットされている。
トンプキンズ・スクエア公園でのなぞなぞ　第3問
「42の中の21は？」
答えは「チェスター・A・アーサー」。「42」はアメリカの歴代大統領（公開当時）を表している。すなわち、「42人いるアメリカ大統領のうち21人目は誰だ？」という問題である。
歴代大統領に詳しいパークスの助言のおかげで解けた。これにより、チェスター・A・アーサー小学校に爆弾が仕掛けられていると分かった。

## 音楽
メイン・タイトルにはラヴィン・スプーンフルの「サマー・イン・ザ・シティ」が流れる一方、マクレーンがサイモンの命令でハーレムに行かされる場面があり、FU-シュニッケンズの「ガット・イット・カヴァード」が聴かれる。タルゴの妻カティアを演じるサム・フィリップスは本業は歌手でテレビドラマ『ギルモア・ガールズ』に曲を提供し出演も果たしたが、映画初出演となった本作では曲が使われる事はなく、声も台詞が無かったのでほとんど活かされなかった。
第1作目で『第九』と『雨に唄えば』というキューブリック監督の『時計じかけのオレンジ』を彷彿とさせる選曲を行ったマクティアナン監督とマイケル・ケイメンは、シリーズ第3作にまたもキューブリック監督作品『博士の異常な愛情』を思い出させるように「ジョニーが凱旋するとき」（「ジョニー」はマクレーンの名前「ジョン」の愛称でもある）のメロディを繰り返し、『雨に唄えば』もマクレーン刑事が「導水管内でサーフィンする」シーンで再使用した。これによって音楽にも「ドイツのテロリストが再来」というシチュエーションが反映された。「ジョニーが〜」は前2作の「レット・イット・スノウ」に替わってエンディングでも登場する。ただし、「ジョニーが〜」はウィリアム・ホールデンがアカデミー主演男優賞を受賞した1953年の映画『第十七捕虜収容所』の主題曲として登録されているため、当初は版権の問題から『ダイ・ハード3』のサウンドトラック盤には収録されていなかった。2012年12月、4,000枚限定で発売された2枚組サウンドトラックCDにて初収録された。
「ジョニーが〜」の変奏が繰り返されるエンディングの音楽では一瞬ブラームスの『交響曲第1番』の第1楽章の冒頭が顔を出す。作曲当時は「ベートーヴェンの第10交響曲」（=第九の「続篇」）と賞されたこの曲はサウンドトラック盤には第1楽章ではなく映画で使用されなかった第4楽章（カットあり）が収録され、シリーズ第1作で使われたベートーヴェンの『第九』も第4楽章の抜粋が声楽無しで収録されたため、よく似た旋律を持つ2曲が並ぶ事になった。
その他モソロフの「鉄工場」が一部アレンジされて使われ、前2作の音楽も聴かれる。コメディにも強かったケイメンらしく、地下鉄駅で流れる楽曲に「A列車で行こう」をもじった"Take A-nother Train（他の列車で行こう）"と名付けるなどユーモアが発揮され、『禿山の一夜』や『ピーターと狼』を始めとする細かな引用が随所に聴かれる。